# Skogsbergiella skogsbergi
Skogsbergiella skogsbergi is een mosselkreeftjessoort uit de familie van de Cylindroleberididae. De wetenschappelijke naam van de soort is voor het eerst geldig gepubliceerd in 1971 door Kornicker.